# Грант, Джон (Пороховой заговор)
Джон Грант (англ. John Grant; 1570 — 30 января 1606) — участник Порохового заговора, целью которого была замены протестантского короля Якова I Английского на католического монарха.
Был осуждён и казнён.